# Линд, Бьёрн
Бьёрн Линд (швед. Björn Lind; род. 22 марта 1978, Ёстерокер, Стокгольм) — шведский лыжник, двукратный олимпийский чемпион 2006 года, обладатель малого Кубка мира в зачёте спринта. Специалист спринтерских гонок.

## Карьера
В Кубке мира Линд дебютировал в 2000 году, в декабре 2005 года одержал свою первую победу на этапе Кубка мира. Всего на сегодняшний день имеет на своём счету 3 победы на этапах Кубка мира, все в спринте. Лучшим достижением Линда в общем итоговом зачёте Кубка мира является 4-е место в сезоне 2005-06, в том же году ему удалось выиграть малый Кубок мира в зачёте спринта.
На Олимпиаде-2002 в Солт-Лейк-Сити занял 4-е место в спринте.
На Олимпиаде-2006 в Турине завоевал две золотые медали, в личном и командном спринте.
На Олимпиаде-2010 в Ванкувере стал 19-м в спринте.
За свою карьеру принимал участие в трёх чемпионатах мира, но медалей на них не завоёвывал, дважды остановившись в шаге от пьедестала заняв 4-е места в спринтах на чемпионатах 2005 и 2007 годов.
Использовал лыжи и ботинки производства фирмы Rossignol.

## Награды
- Королевская медаль Его Величества за заслуги перед шведским спортом (28 января 2025 года)[2]